# إدوارد آدامز (لاعب كرة قدم)
إدوارد آدامز (بالإنجليزية: Edward Adams)‏ (12 نوفمبر 1908 في المملكة المتحدة - 1 يوليو 1981 في المملكة المتحدة) هو لاعب كرة قدم بريطاني (وحمل سابقاً جنسية المملكة المتحدة لبريطانيا العظمى وأيرلندا) في مركز جناح ‏. لعب مع نادي ترانمير روفرز لكرة القدم.